# Campagna della Birmania
La campagna della Birmania si svolse tra il gennaio 1942 e il luglio 1945 nel territorio dell'odierna Birmania e nelle zone di confine tra questa e l'India, nell'ambito dei più vasti eventi del teatro del Pacifico della seconda guerra mondiale. Le forze alleate coinvolte furono Impero britannico, Repubblica di Cina e Stati Uniti. Questi affrontarono l'Impero giapponese, che era supportato del Phayap Army thailandese e dalle forze degli stati collaborazionisti e dalle forze indipendentiste, come il Burma Independence Army e, successivamente, dall'Indian National Army, guidato dal rivoluzionario Subhas C. Bose e dal Governo dell'India Libera.
La conquista della Birmania rientrava nei piani militari dell''Esercito imperiale nipponico in quanto offriva l'opportunità di attaccare da sud la Cina di Chiang Kai-shek e di fungere da base per un successivo assalto all'India britannica.
Le forze britanniche coinvolte toccarono 1 000 000 di unità ed erano composte per la maggior parte da truppe provenienti dall'India britannica; poi da forze del British Army (otto divisioni regolari di fanteria e sei reggimenti corazzati), da 100 000 unità coloniali africane e da altri contingenti più piccoli provenienti da altre colonie e Dominion.
La campagna presentò diverse difficoltà a causa delle quali durò quattro anni. Non solo il paese non presentava infrastrutture adeguate, rendendo vitale il supporto aereo per i rifornimenti, ma anche il clima monsonico, insieme alle malattie, rallentarono ancor di più le operazioni. Inoltre, i problemi interni al Raj britannico, la priorità data al teatro europeo e la cooperazione non sempre facile tra americani e cinesi posero ulteriori problemi alla difesa e riconquista della regione. La campagna può essere suddivisa in quattro fasi: l'invasione giapponese che riuscì a cacciare dalla Birmania le forze alleate nel 1942; i tentativi di riconquista della regione da parte degli Alleati, tra la fine del 1942 e l'inizio del 1944; il tentativo, da parte dei giapponesi, di invadere l'India che fallì dopo le sconfitte subite ad Imphal e a Kohima; l'offensiva alleata che portò, nell'estate del 1945, alla riconquista della Birmania.

## Antefatti
Nelle settimane successive al controverso Incidente del ponte di Marco Polo del 7 luglio 1937, le forze armate dell'Impero giapponese iniziarono una vasta guerra non dichiarata contro la Repubblica nazionalista cinese retta dal generale Chiang Kai-shek. Nell'arco di tre anni la Cina nord-orientale, la capitale Nanchino e i porti di rilevanza strategica furono occupati, scatenando crescenti preoccupazioni e proteste tra le potenze occidentali. Dopo la conquista di Hainan e la costituzione di teste di ponte nelle province dello Guangxi e del Guangdong, la presenza militare nipponica era arrivata alle porte dell'Indocina francese.
Pertanto il regime di Chiang Kai-shek iniziò a ricevere rifornimenti di ogni genere attraverso la colonia francese e la famosa Burma Road, una tortuosa e lunga strada che, da Lashio nella colonia britannica di Birmania, si snodava attraverso giungle e montagne e terminava a Chongqing, dove la dirigenza politico-militare nazionalista aveva stabilito una nuova capitale; per questa via affluirono in misura crescente gli aiuti statunitensi. Armi, mezzi militari e rifornimenti pervennero anche dall'Unione Sovietica la quale, contraria a ulteriori espansioni del Giappone imperiale (numerose erano state le scaramucce al confine mongolo-mancese), sottoscrisse un patto di cooperazione con il generale Chiang nell'agosto 1937. Invece la Germania nazista, che sin dall'inizio degli anni trenta aveva supervisionato l'addestramento di parte delle divisioni dell'esercito nazionalista, tolse il proprio appoggio a Nanchino dopo la stipula nippo-tedesca del patto anticomintern e il conseguente schieramento di Hitler in favore di Tokyo.
Durante gli anni di tensione precedenti l'inizio delle ostilità contro gli Alleati, il Giappone pianificò un complesso e ambizioso piano di espansione nel Sud-est asiatico volto sì a cacciare le potenze coloniali, ma anche a isolare completamente la Cina, che rimaneva obiettivo primario del governo. Perciò fu deciso che, dopo la sottomossione dell'alleata Thailandia e la conquista della Malesia britannica, un'armata avrebbe marciato dallo stretto di Krah verso nord-ovest, risalendo la costa birmana e occupando lungo un asse sud-nord l'intero paese: scopo ultimo era recidere la Burma Road.

### Forze giapponesi e piani d'invasione
Per la conquista della Birmania l'Impero giapponese schierò la 15ª Armata del tenente generale Shōjirō Iida, articolata sulla 33ª e sulla 55ª Divisione fanteria: quest'ultima era stata però privata del 55º Reggimento e di gran parte dei servizi, aggregati al Distaccamento dei mari del sud operante nell'Oceano Pacifico. L'appoggio aereo fu demandato alla 5ª Divisione aerea del maggior generale Hideyoshi Obata forte di 89 bombardieri (27 Kawasaki Ki-48, 31 Mitsubishi Ki-30, 18 Mitsubishi Ki-21, 13 Mitsubishi Ki-51), 36 caccia Nakajima Ki-27, 34 ricognitori e aerei d'osservazione (18 Mitsubishi Ki-15, 10 Tachikawa Ki-36, quattro Mitsubishi Ki-46) e diciotto trasporti Mitsubishi Ki-57. Infine il generale Iida ebbe ai suoi ordini diretti la 1ª Compagnia del 2º Reggimento carri, composta da dodici carri leggeri Type 95 Ha-Go. La componente corazzata fu decisamente incrementata solo durante l'aprile 1942, quando divennero disponibili anche il 1º e il 14º Reggimento carri. In totale il corpo di spedizione giapponese in Birmania raggiungeva i 35 000 uomini.
L'invasione giapponese della Thailandia, avvenuta l'8 dicembre 1941, aveva costretto Bangkok a concedere alle truppe d'invasione il passaggio sul proprio territorio e l'utilizzo delle infrastrutture. Il primo ministro Plaek Phibunsongkhram siglò dapprima un armistizio con i giapponesi e, il 14 dicembre, un accordo segreto con cui le truppe del Reale Esercito thailandese si sarebbero unite a quelle di Tokyo nell'invasione della Birmania. L'alleanza tra i due paesi fu formalizzata il 21 dicembre e, il successivo 25 gennaio, il governo di Plaek Phibunsongkhram dichiarò guerra agli Stati Uniti e al Regno Unito.

### Il Commonwealth britannico
Prima dello scoppio della seconda guerra mondiale, la Birmania era parte dell'Impero Britannico: a seguito delle tre guerre anglo-birmane, il Regno di Birmania era divenuto parte dell'India britannica, prima di essere resa una colonia separata nel 1935, tramite il Governement of India Act. All'alba dell'invasione giapponese, i birmani vedevano con sempre maggiore ostilità e preoccupazione la dominazione britannica. Pertanto, quando la Birmania fu attaccata, i Bamar non erano disposti a contribuire alla difesa del territorio e molti si unirono prontamente ai movimenti che aiutavano i giapponesi.
La strategia per la difesa dei possedimenti in Estremo Oriente prevedeva la costruzione di campi d'aviazione che collegassero Singapore e la Malesia britannica all'India. Inoltre gli inglesi ritenevano che la Birmania difficilmente sarebbe stata oggetto di un'invasione giapponese. Pertanto, poiché la Gran Bretagna era anche in guerra con la Germania, quando il Giappone entrò in guerra, le forze necessarie per difendere questi possedimenti non erano disponibili.
Il tenente generale Thomas Hutton, comandante del Burma Army con quartier generale a Rangoon, disponeva solo della 17ª Divisione di fanteria indiana e della 1ª Divisione Birmana, anche se si attendeva l'aiuto del governo nazionalista cinese guidato da Chiang Kai-shek. Durante la guerra, l'esercito indiano britannico si espanse di oltre dodici volte rispetto alla sua forza di 200 000 unità in tempo di pace, ma alla fine del 1941 questa espansione significava che la maggior parte delle unità era mal addestrata e mal equipaggiata: l'addestramento e l'equipaggiamento ricevuto dalle unità indiane in Birmania era destinato alle operazioni nel deserto occidentale o alla Provincia della frontiera nord-occidentale dell'India, piuttosto che alle giungle. I battaglioni dei Burma Rifles, che costituivano la maggior parte della 1ª Divisione Birmana, erano stati originariamente creati solo come truppe di sicurezza interna, provenienti dalle minoranze birmane come i Karen. Anche loro erano stati rapidamente ampliati, con un afflusso di soldati Bamar, ed erano a corto di equipaggiamento e costituiti principalmente da nuove reclute.

## Conquista giapponese della Birmania
Il 7 dicembre 1941 le forze aeronavali giapponesi lanciarono un massiccio attacco contro la base navale statunitense di Pearl Harbor, dando inizio alle ostilità nel settore del Pacifico; contemporaneamente, reparti giapponesi sbarcarono lungo la costa della Malesia e, successivamente, del Borneo, puntando a occupare le locali colonie britanniche e olandesi ricche di materie prime. Le discussioni sulla formazione di un comando congiunto per le forze alleate impegnate contro il nuovo nemico iniziarono fin dai primi giorni dell'offensiva giapponese, e il 29 dicembre 1941 il Primo ministro britannico Winston Churchill propose la creazione di un alto comando per tutte le forze terrestri, aeree e navali dispiegate nella regione del sud-est asiatico, da affidare al generale britannico Archibald Wavell, all'epoca Comandante in capo dell'India: la sua proposta venne bene accolta dai governi alleati, che il 1º gennaio 1942 approvarono formalmente la scelta di Wavell come comandante in capo del American-British-Dutch-Australian Command (ABDACOM).
Parallelamente, il 15 dicembre 1941, i giapponesi marciarono attraverso l'istmo di Kra, ma furono respinti dall'esercito britannico, e il 29 si ritirarono al punto di partenza. Frattanto, a partire dal 23 dicembre, l'aviazione nipponica condusse diversi raid, spesso contrastati dalle Tigri Volanti di Claire Chennault: scoppiarono furiosi combattimenti aerei che, sorprendentemente, videro numerose vittorie alleate, rincuorando così il morale dei difensori e riscuotendo anche l'ammirazione di Winston Churchill. Le incursioni, che avevano l'obiettivo di spazzare via dai cieli gli aerei alleati, continuarono fino alla fine di febbraio 1942.
I piani giapponesi inizialmente prevedevano la conquista di Rangoon, capitale e principale porto della colonia inglese, in modo tale da tagliare i rifornimenti diretti a nord verso i cinesi e da proteggere le conquiste nella Malesia britannica e nelle Indie orientali olandesi. La 15ª Armata giapponese comandata dal tenente generale Shōjirō Iida, costituita inizialmente da solo due divisioni di fanteria, attraverso la Thailandia, invase la provincia di Tenasserim (oggi regione di Tanintharyi). Il 16 gennaio 1942 i giapponesi diedero inizio all'offensiva in Birmania, conquistando tre giorni dopo Tavoy. Successivamente, i giapponesi conquistarono Kawkareik e pochi giorni dopo Moulmein, porto alla foce del fiume Saluen. In seguito respinsero la 17ª Divisione angloindiana, composta da tre brigate, verso nord, conquistando altre postazioni alleate.
Per cercare di evitare la perdita dell'intera divisione, il 19 febbraio iniziò la ritirata britannica oltre il fiume Sittang; tuttavia i giapponesi riuscirono ad ostacolarla, così i comandanti inglesi decisero di far saltare il ponte prima che questa fosse completata.

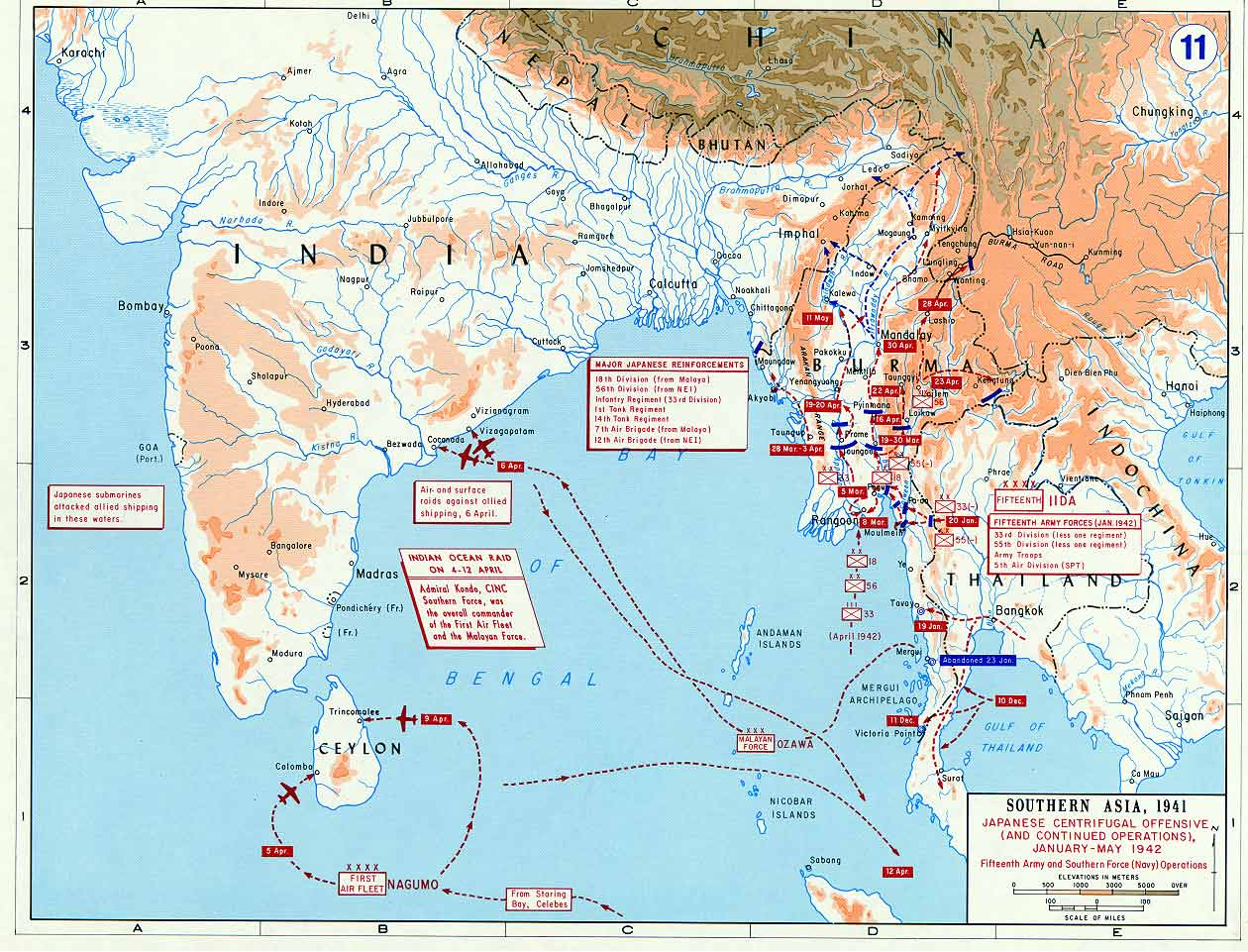
Lo svolgimento della campagna giapponese in Birmania e le parallele azioni navali intraprese nell'Oceano Indiano.

La perdita di due brigate della 17ª Divisione indiana rese Rangoon indifendibile; tuttavia il generale Wavell ordinò di mantenere la posizione, in quanto si aspettava l'arrivo di truppe dal Medio Oriente, tra cui quelle australiane. Tuttavia queste non arrivarono e il 7 marzo il generale Alexander, nuovo comandante dell'Armata di Birmania, decise di ritirarsi dalla città, dopo averne distrutto il porto e le raffinerie, riuscendo a forzare il blocco giapponese intorno alla città.
Gli Alleati tentarono allora di resistere nel nord del paese, insieme ai rinforzi cinesi della Chinese Expeditionary Force. Tuttavia, grazie alle due divisioni arrivate via mare, i giapponesi riuscirono ad avanzare nel paese, conquistando i giacimenti di petrolio di Yenangyaung, e a sconfiggere i Burma Corps, cioè l'insieme delle divsione anglo-indiane e birmane presenti nel paese. I continui attacchi aerei minarono anche le capacità alleate di ricevere rifornimenti aerei, rendendo critica la situazione. A questo si aggiunse il fatto che la popolazione stava diventando sempre più insofferente ed iniziava a ribellarsi.
Parallelamente sul fronte orientale i cinesi, con la 200ª Divsione, combatterono varie battaglie fino a che alla fine di marzo furono costretti al ritiro da Toungoo. Le truppe motorizzate della 56ª Divisione giapponese poterono quindi spezzare la 6ª Armata cinese nello Stato Kayah e procedere verso Lashio. Con il collasso dell'intera linea difensiva, i cinesi furono costretti a ritirarsi verso lo Yunnan o l'India. Dopo un difficile viaggio lungo i sentieri birmani, con l'aiuto indiano, il generale Alexander riuscì ad arrivare ad Imphal, nel maggio 1942 prima di venire bloccato dai monsoni. Attraverso le catene montuose rientrarono in India parte delle forze cinesi comandate dall'americano Joseph Stilwell.
La perdita della Birmania siginificava anche il venir meno dell'unica rotta terrestre che permetteva i rifornimenti alle forze cinesi. Rimaneva aperta la sola via aerea che sorvolava l'Himalaya, la cosiddetta "gobba", The Hump. Il tenente generale Stilwell, comandante delle forze americane nel settore e chief of staff e consigliere del Generalissimo Chiang Kai-shek, riteneva di fondamentale importanza riaprire la via terrestre, pertanto iniziò a riorganizzare le trutppe cinesi sui due fronti: le truppe ritiratesi in India avrebbero costituito la X Force, quelle in CIna, nello Yunnan, la Y Force. I piani prevedevano un'offensiva combinata, che avrebbe permesso di liberare il nord della Birmania e riaperto la Burma Road. Quando terminò il monsone, l'offensiva non ripartì subito: pertanto i giapponesi riorganizzarono il paese in uno stato fantoccio con a capo Ba Maw, il cui Burma Independence Army venne posto sotto il comando del generale Aung San.

## Difficoltà alleate

### Differenze di priorità tra gli Alleati
La perdita dell'ultima rotta terrestre per gli approvvigionamenti metteva a rischio la strategia americana di "tenere la Cina nel conflitto", in modo tale da impegnare le truppe giapponesi su più fronti. Per tale motivo, e, secondo David W. Hogan, anche per la convinzione che la Cina fosse una grande potenza capace di contribuire in maniera decisiva nel conflitto, gli americani continuarono ad addestrare le truppe cinesi e a premere per riaprire la Burma Road. Al contrario gli inglesi erano più concentrati sul mantenere il controllo dell'India e a cercare di riconquistare la colonia perduta. Inoltre, l'atteggiamento di "Vinegar Joe" Stilwell che accusava i britannici e i cinesi per la perdita della colonia esacerbavano i rapporti tra gli ufficiali.
Un altro motivo per cui la controffensiva alleata stentava a partire era dovuto algli accordi presi a marzo del 1941, durante l'ABC-1, e riconfermati durante la Conferenza Arcadia: Germany first. In particolare, venivano stabiliti i seguenti obiettivi strategici: (1) La rapida sconfitta della Germania, in quanto membro principale dell'Asse, grazie anche al supporto americano; (2) una strategia difensiva per proteggere i territori e gli Alleati in Estremo Oriente.

### I disordini in India
A questo si devono aggiungere i disordini in India dovuti anche all'esodo di oltre la metà del milione di indiani residenti in Birmania. Il flusso iniziò dopo il bombardamento di Rangoon tra dicembre 1941 e marzo 1942, e nei mesi successivi la popolazione si riversò ai confini. Il 26 aprile 1942, tutte le forze alleate ricevettero l'ordine di ritirarsi dalla Birmania in India, ed il trasporto militare e altri mezzi furono dedicati all'uso esclusivo militare e non potevano esser quindi utilizzate dai rifugiati. Verso la metà di maggio 1942, le piogge monsoniche divennero pesanti sulle colline del Manipur e inibirono ulteriormente gli spostamenti civili. I rifugiati che raggiunsero l'India furono almeno 500 000, ma decine di migliaia morirono nel viaggio. Nei mesi successivi, dal 70 all'80% di questi rifugiati fu colpito da malattie come dissenteria, vaiolo, malaria o colera, con il 30% di casi gravi.
Inoltre, in quel periodo scoppiarono alcune rivolte negli stati del Bengala e del Bihar generate dal movimento Quit India, che vennero sedate con l'aiuto dell'esercito britannico. Nello stesso periodo ci fu una carestia nello stato del Bengala che causò la morte di circa tre milioni di civili.

### Le offensive alleate
Nonostante ciò, gli Alleati organizzarono due offensive durante la stagione asciutta a cavallo tra 1942 e 1943. Il primo attacco si svolse nella provincia costiera dell'Arakan. Gli obiettivi da riconquistare erano la penisola di Mayu e l'isola di Akyan. La loro riconquista avrebbe avuto un significato più simbolico che strategico, migliorando il morale delle truppe. La 14ª Divisione indiana era la forza prescelta. Una parte avanzò verso Donbaik, ma venne fermata da un'unità giapponese. Questa non era numerosa, ma era ben fortificata e, a questo punto della guerra, le forze alleate non erano ancora in grado di attaccare efficacemente i bunker nemici in questi ambienti: ripetuti attacchi anglo-indiani fallirono e costarono molte vite. A peggiorare la situazione, arrivarono i rinforzi giapponesi che calarono dalle montagne e attaccarono il fianco sinistro delle forze inglesi. Queste furono colte alla sprovvista, in quanto ritenevano che un attacco da quella direzione fosse impossibile, e furono costrette a ritirarsi fino al confine indiano.
La seconda azione fu condotta dai Chindits, sotto il comando del brigadier Orde Wingate. La missione, nome in codice Longcloth, aveva come obiettivo l'indebolimento delle linee di comunicazione e delle infrastrutture birmane; particolarmente importante era considerato il sabotaggio della linea ferroviaria che attraversava il paese da nord a sud. Circa 3000 uomini si infiltrarono tra le linee nemiche e riuscirono nei sabotaggi a fronte di alte perdite, ma nel giro di poche settimane i giapponesi riuscirono a ripristinare la ferrovia. Nonostante gli scarsi risultati, l'operazione venne considerata un successo e usata a fini propagandistici, soprattutto per cercare di alzare il morale delle truppe: i sabotaggi dimostravano come i britannici fossero in grado di muoversi nella giungla tanto quanto i giapponesi.

## Tentativo di invasione dell'India e vittoria alleata

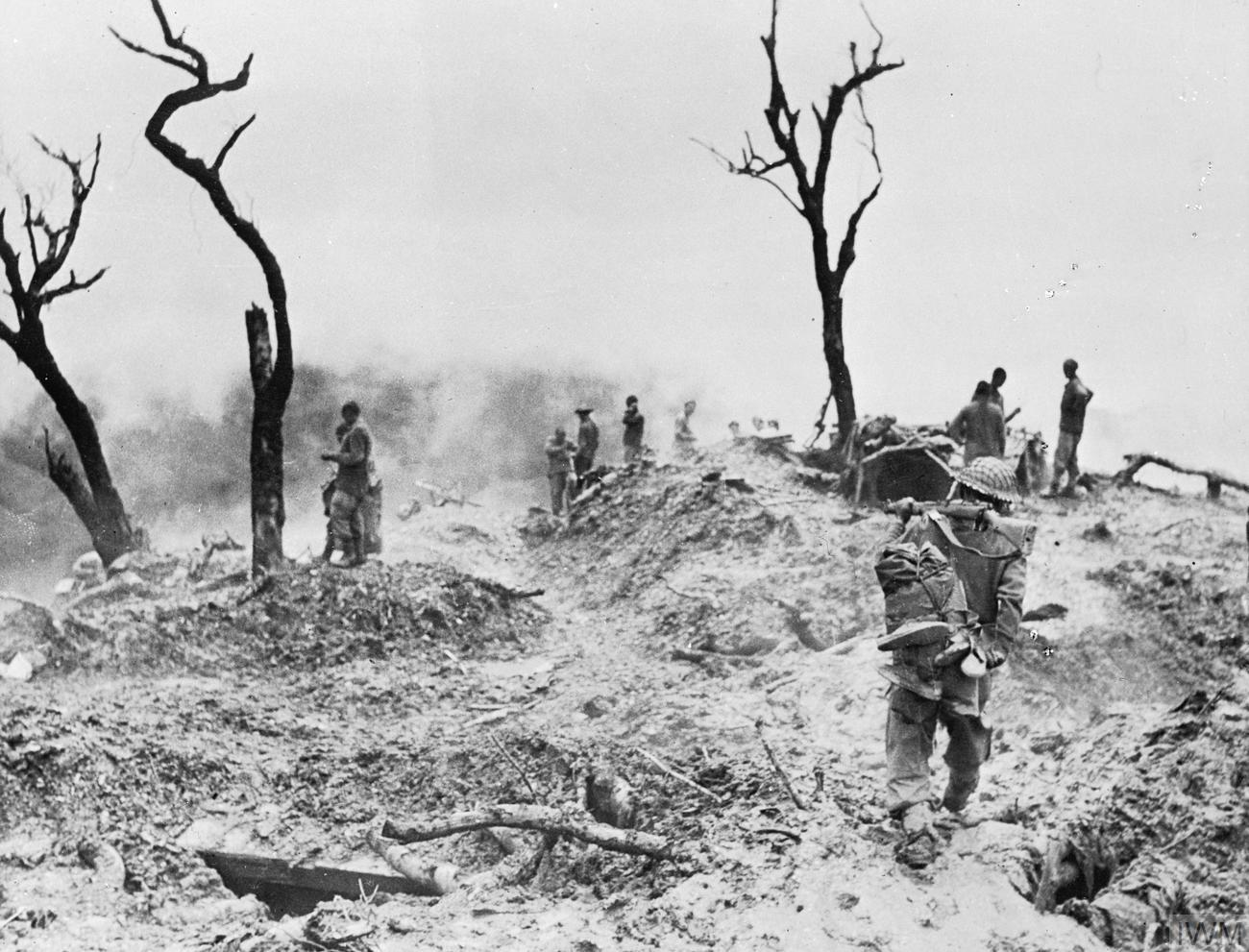
Gurkha nepalesi occupano Scraggy Hill durante la battaglia di Imphal.

Nel marzo 1944 furono invece i giapponesi a passare all'offensiva, lanciando un vasto attacco in direzione dell'India (operazione U-Go): le sconfitte riportate ad opera dei britannici nelle sanguinose battaglie di Imphal e di Kohima obbligarono i giapponesi a ripiegare attraverso le montagne al confine indo-birmano durante il monsone, trasformando la ritirata in una rotta.
La sconfitta dell'offensiva giapponese verso l'India rappresentò il punto di svolta della campagna: mentre il Northern Combat Area Command sino-statunitense del generale Joseph Stilwell rinnovava i suoi attacchi alla Birmania settentrionale, nel gennaio 1945 la Fourteenth Army britannica del generale William Slim passò all'offensiva a partire dall'India in direzione della Birmania centrale, facendo affidamento su rifornimenti portati dagli aerei; raggiunte le pianure centrali della Birmania, le forze di Slim schiacciarono i giapponesi nel corso della battaglia di Meiktila e Mandalay grazie a una netta superiorità in fatto di mezzi corazzati, facendo crollare tutto il fronte nipponico. Con una serie di sbarchi anfibi e lanci di paracadutisti (operazione Dracula) i britannici riconquistarono Rangoon il 2 maggio 1945, anche se i combattimenti proseguirono nelle regioni di confine fino alla resa finale del Giappone nell'agosto seguente.

## Conseguenze

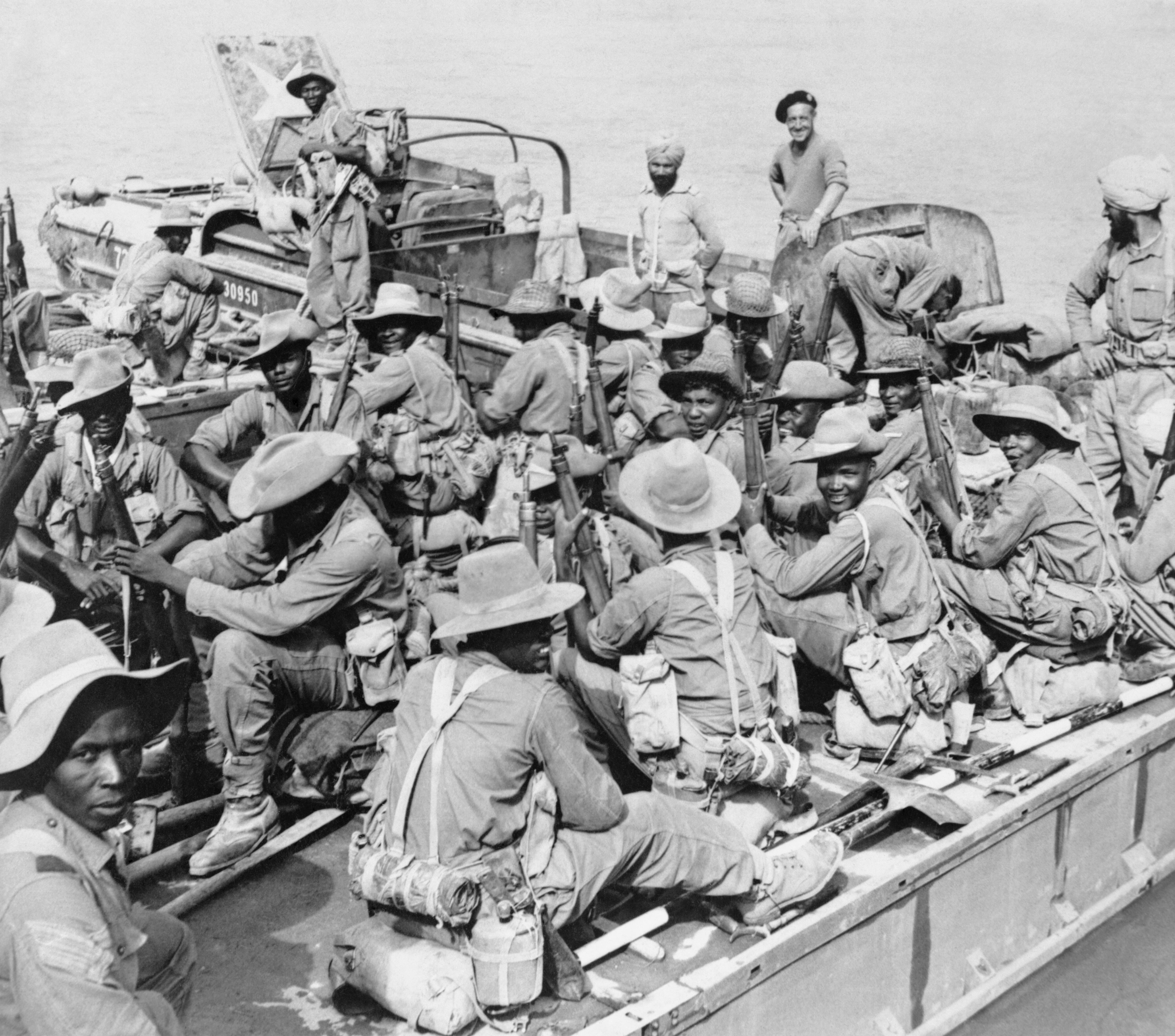
Truppe dell'Africa Orientale in Birmania, 1944

La Campagna di Birmania fu la campagna più lunga della seconda guerra mondiale combattuta dall'esercito britannico. Fu anche una campagna particolare perché l'esercito alleato dispiegato era composto da tutte le etnie presenti nel subcontinente indiano, oltre che dagli inglesi e americani.
Nonostante la lunghezza della campagna, la reale portata della riconquista della Birmania è dibattuta dagli storici. Per quanto riguarda la sconfitta giapponese, non tutti credono che la perdita di questa regione si sia rivelata decisiva per le sorti della guerra nel settore. Ciò non toglie però che l'esercito giapponese subì sconfitte pesantissime, sia dal punto di vista umano che di prestigio. Sicuramente la campagna aiutò il prestigio inglese: dopo la caduta delle piazzeforti di Singapore e Hong Kong, e la perdita della Birmania, l'esser riusciti a bloccare l'invasione dell'India e la successiva riconquista del paese permise agli inglesi "a differenza di Francesi, Olandesi e Americani di lasciare l'Asia con un po' di dignità." Anche l'importanza della riapertura della strada di Leto è dibattuta. Secondo Allen questo non fu decisivo, in quanto ormai il supporto aereo era cresciuto e riusciva a rifornire in maniera adeguata le truppe cinesi: in 10 mesi vennero trasportate 38000 tonnellate di rifornimenti via terra, mentre il supporto aereo riusciva a trasportarne 39000 ogni mese.
Infine, va sottolineato come questa campagna stimolò ulteriormente i movimenti indipendentisti già presenti nel Raj Britannico. I giapponesi, al fine di destabilizzare gli alleati avevano finanziato e supportato i movimenti indiani e birmani, e proprio questi, al termine della guerra, riusciranno ad ottenere l'indipendenza dei propri paesi. In particolare, i nazionalisti guidati da Aung San, che verso la fine della campagna si erano schierati con gli Alleati, al termine della guerra, aprirono i negoziati per l'indipendenza del paese che, dopo l'assassinio di Aung San nel 1947, riuscirono a ottenere il 4 gennaio 1948.